# Список переводов Библии
Библия была переведена на многие языки с библейских языков (иврита, арамейского и греческого). Латинский перевод Вульгаты был доминирующим в западном христианстве во времена средневековья. С тех пор Библия была переведена на многие другие языки. До недавнего времени переводов Библии на русский язык было не так много, однако они имеют богатую и разнообразную историю, насчитывающую более тысячи лет.
Если возможно, указываются даты и исходный язык(и), а также, для неполных переводов, какая часть текста была переведена. Некоторые термины, встречающиеся во многих записях, связаны внизу страницы.
Поскольку разные группы иудеев и христиан различаются по истинности содержания Библии, раздел "неполные переводы" включает только переводы, которые переводчики считают неполными, также переводы только Нового Завета. Такие переводы, как еврейские версии Танаха, включены в категорию «полных», хотя христиане традиционно считают, что Библия состоит большего количества книг, чем только книги Танаха.

## Ранние переводы Библии
| Библия                           | Переведенные части | Язык                                                                                  | Год         | Основа-Источник      | Примечания            |
| -------------------------------- | --- | ------------------------------------------------------------------------------------- | ----------- | -------------------- | --------------------- |
| Таргум                           | | арамейский                                                                            | 600 до н.э. |                      |                       |
| Септуагинта                      | | греческий                                                                             | 250 до н.э. |                      |                       |
| Пешитта                          | | сирийский                                                                             | 200         |                      |                       |
| Синайский кодекс                 | | греческий                                                                             | 350         |                      |                       |
| Вульгата Иеронима                | | старолатинский                                                                        | 405         |                      |                       |
| Библия Джона Виклифа             | | английский                                                                            | 1380        |                      |                       |
| Библия Гутенберга                | | старолатинский                                                                        | 1455        |                      |                       |
| Валенсийская Библия              | | каталанский                                                                           | 1478        |                      |                       |
| Новый завет Эразма Ротердамского | | греческий                                                                             | 1516        |                      |                       |
| Комплютенская Полиглотта         | | древнееврейский, арамейский, греческий, латинский                                     | 1514-1517   |                      |                       |
| Библия Мартина Лютера            | | немецкий                                                                              | 1522        |                      |                       |
| Библия Тиндейла                  | | английский                                                                            | 1526        |                      |                       |
| Цюрихская Библия                 | | немецкий                                                                              | 1530        |                      | Библия Фрошауэра      |
| Библия Томаса Мэтью              | | английский                                                                            | 1537        |                      |                       |
| Большая Библия                   | | английский                                                                            | 1539        |                      |                       |
| Новый завет Роберт Этьен         | | греческий                                                                             | 1550        |                      |                       |
| Женевская Библия                 | | английский                                                                            | 1560        |                      |                       |
| Библия Бишопа                    | | английский                                                                            | 1568        |                      |                       |
| Антверпенская Полиглотта         | | древнееврейский, арамейский, греческий, латинский                                     | 1568-1572   |                      |                       |
| Дуэ-Реймская Библия              | | английский                                                                            | 1582        |                      |                       |
| Библия короля Якова              | | английский                                                                            | 1611        |                      |                       |
| Текстус Рецептус                 | | греческий                                                                             | 1633        |                      |                       |
| Парижская Полиглотта             | | древнееврейский, арамейский, греческий, латинский, арабский, сирийский, самаритянский | 1645        |                      |                       |
| Лондонская Полиглотта            | | древнееврейский, арамейский, греческий, латинский, арабский, сирийский                | 1654-1669   |                      |                       |
| Библия Леополиты                 | | польский                                                                              | 1561        |                      |                       |
| Брестская Библия                 | | польский                                                                              | 1563        |                      |                       |
| Библия Якуба Вуека               | | польский                                                                              | 1599        |                      |                       |
| Библия Симона Будного            | | польский                                                                              | 1570 и 1572 |                      |                       |
| Гданьская Библия                 | | польский                                                                              | 1632        |                      |                       |
| Геннадиевская Библия             | | церковнославянский                                                                    | 1499        |                      |                       |
| Ассеманиево Евангелие            | Евангелие | старославянский глаголицей                                                            | 1865        |                      | Ватиканское Евангелие |
| Синайская Псалтырь               | Псалтырь | старославянский глаголицей                                                            | XI век      |                      |                       |
| Остромирово Евангелие            | Евангелие | старославянский кириллицей                                                            | 1056–1057   |                      |                       |
| Архангельское Евангелие          | Евангелие | старославянский кириллицей                                                            | 1092        |                      |                       |
| Евгениевская псалтирь            | Псалтырь | старославянский кириллицей                                                            | XI век      |                      |                       |
| Галицкое Евангелие               | Евангелие | старославянский кириллицей                                                            | 1144        |                      |                       |
| Кирилло-мефодиевское Писание     | Евангелие, Псалтырь, Апостол | церковнославянский                                                                    | 863         |                      |                       |
| Мефодиевские Писания             | Книга Царств, Иов, Аггей, Захария, Малахия, Притчи, Экклезиаст, Апокалипсис | церковнославянский                                                                    | после 885   |                      |                       |
| Симеоновы Писания                | Пятикнижие, Судей, Иисуса Навина, Руфь, Книги пророков Исаии, Иеремии (Главы 26-45, 52), Иезекииля (Главы 1-44, 47-48), Даниила, Осии, Иоиля, Амоса, Авдия, Ионы, Михея, Наума, Аввакума, Софонии | церковнославянский                                                                    |             |                      |                       |
| Библия Франциска Скорины         | | старобелорусский                                                                      | 1525        | чешский перевод 1506 | Бивлия руска          |
| Апостол Федорова                 | Деяния и Послания | церковнославянский                                                                    | 1564        |                      |                       |
| Острожская Библия                | | церковнославянский                                                                    | 1581        |                      |                       |
| Псалтырь Фирсова                 | Псалтырь | церковнославянский                                                                    | 1683        |                      |                       |
| Новый Завет Эрнста Глюка         | Новый Завет | старорусский                                                                          | 1702-1705   |                      |                       |
| Елизаветинская Библия            | | церковнославянский                                                                    | 1751        |                      |                       |

## Переводы Библии на русский язык

### Библии переведенные не полностью
| Библия                  | Переведенные части | Язык                         | Год  | Основа-Источник                                                               | Примечания                                  |
| ----------------------- | ------------------ | ---------------------------- | ---- | ----------------------------------------------------------------------------- | ------------------------------------------- |
| Четвероевангелие РБО    | Евангелия          | русский и церковнославянский | 1818 |                                                                               | параллельно на русском и церковнославянском |
| Новый Завет РБО         | Новый Завет        | русский                      | 1822 |                                                                               |                                             |
| Новый Завет Синодальный | Новый Завет        | русский                      | 1862 |                                                                               |                                             |
| Радостная весть         | Новый Завет        | современный русский          | 1993 | НЗ: Novum Testamentum Graece (Nestle-Aland Greek New Testament, 26th edition) |                                             |
| Еврейский Новый Завет   | Новый Завет        | русский                      | 1996 |                                                                               |                                             |

### Полные переводы Библии
| Библия                        | Abbr. | Язык                | Год        | Основа-Источник | Примечания                                                                                            |
| ----------------------------- | ----- | ------------------- | ---------- | --- | --- |
| Перевод Макария               |       | русский             | 1837-1847  | | |
| Перевод Павского              |       | русский             | 1839-1861  | | |
| Синодальная Библия            |       | русский             | 1876       | ВЗ: Масоретский текст, а также Септуагинта на греческом и Елизаветинская Библия на церковнославянском. НЗ: Греческий текст Христиана-Фридриха Маттеи (1803—1807) и Иоганна Мартина Августина Шольца (1830—1836), а также Елизаветинская Библия на церковнославянском. | При разночтениях с масоретским текстом, предпочтение отдавалась Септуагинте и Елизаветинскому тексту. |
| Перевод Проханова             |       | русский             | 1926       | Ревизия Синодального перевода | |
| Гёце                          |       | русский             | 1939       | Ревизия Синодального перевода | |
| Новый Перевод на русский язык |       | современный русский | 1994       | ВЗ: Biblia Hebraica Stuttgartensia (BHS; revised 1990 edition). НЗ: Novum Testamentum Graece (Nestle-Aland Greek New Testament, 26th edition) | |
| Современный перевод           |       | современный русский | 1999       | ВЗ: Biblia Hebraica Stuttgartensia (BHS; revised 1990 edition). НЗ: Novum Testamentum Graece (Nestle-Aland Greek New Testament, 26th edition) | |
| Перевод Библии РБО            |       | современный русский | 2011, 2015 | ВЗ: Biblia Hebraica Stuttgartensia (BHS; revised 1990 edition). НЗ: Novum Testamentum Graece (Nestle-Aland Greek New Testament, 26th edition) | |
| Смысловой перевод             |       | современный русский |            | | |
| Перевод Кулакова              |       | современный русский | 2015       | ВЗ: Biblia Hebraica Stuttgartensia (BHS; revised 1990 edition). НЗ: Novum Testamentum Graece (Nestle-Aland Greek New Testament, 26th edition) | |
| Восстановительный перевод     |       | современный русский | 2014       | ВЗ: Biblia Hebraica Stuttgartensia (BHS; revised 1990 edition). НЗ: Novum Testamentum Graece (Nestle-Aland Greek New Testament, 26th edition) | |
| Перевод нового мира           |       | современный русский | 2001-2021  | ВЗ: Biblia Hebraica (BHK), Biblia Hebraica Stuttgartensia (BHS). НЗ: Греческий текст Весткотта и Хорта | |

## Полные переводы Библии на других языках народов России
| Язык             | Год  | Библия          |
| ---------------- | ---- | --------------- |
| башкирский       | 2023 | Изге Яҙма       |
| бурятский        | 2024 | Библи           |
| коми             | 2024 | Библия          |
| крымскотатарский | 2016 | Мукъаддес Китап |
| осетинский       | 2022 | Библи           |
| татарский        | 2016 | Изге Язма       |
| тувинский        | 2011 | Ыдыктыг Библия  |
| удмуртский       | 2013 | Библия          |
| чеченский        | 2012 | Делан Йозанаш   |
| чувашский        | 2009 | Библи           |

## Внешние ссылки
- Переводы Библии на разных языках – в разных форматах как для Windows, MacOS, Linux, iPhone, так и для Android.
- Переводы Библии на разных языках. Дата обращения: 23 марта 2019. Переводы Библии на разных языках.